# 橫川一丁目停留場
橫川一丁目停留場（日语：／ Yokogawa 1-chome teiryūjō */?），又稱橫川一丁目電車站，是位於廣島縣廣島市西區橫川町一丁目，廣島電鐵橫川線的電車站。車站編號為Y4。

## 歷史
在1917年（大正6年），此電車站是在橫川線開通時啟用，當時電車站名為光隆寺前停留場（日语：／）。該電車站名稱取自此電車站西邊設有光隆寺。當時橫川線的路軌不是與行車路共用，而是獨立敷設的專用軌道，後來由於建設都市計劃道路，因此橫川線由使用專用路軌變為行走在共用行車道上。由於需要建設路道用地，因此光隆寺需要遷徙至三篠町。隨著橫川線開始使用共用行車道，於1938年（昭和13年）改名為橫川一丁目。
在1945年（昭和20年）8月6日，廣島市被投下原子彈，橫川線全線不能通行。位於此電車站南方的軌道橋樑被原子彈爆炸後，於9月被颱風艾達吹襲而吹毀。後來軌道橋樑重開，包括此電車站之內，別院前至橫川之間於1948年（昭和23年）重開。
- 1917年（大正6年）11月1日 - 橫川線全線開通，此站啟用。當時電車站名為光隆寺前停留場[2]。
- 1938年（昭和13年）起 - 電車站改名為橫川一丁目停留場[2]。
- 1945年（昭和20年）8月6日 - 廣島市被投下原子彈，使橫川線不能通行[2]。
- 1948年（昭和23年）12月18日 - 橫川線別院前至橫川之間重開，橫川線全線重開[2]。

## 電車站構造
電車站是建造在共用行車道上。電車站設有2面2線的相對式低地台月台，路線向南北兩邊延伸。電車線東邊是十日市町方向的上行月台，西邊是橫川站方向的下行月台。
在2003年（平成15年），電車站進行設備維修工程。

### 運行系統
此電車站是橫川線電車站之一。7、8系統會駛入此站。
| 下行月台 | 8號線 · 8號線 | 前往橫川站     |                |
| 上行月台 | 7號線         | 前往廣電本社前 | 前往廣電本社前 |
| 上行月台 | 8號線         | 前往江波       |                |

## 電車站周邊
- 廣島市立西區圖書館（日语：広島市立西区図書館）、西區民文化中心
- 廣島市立中廣中學（日语：広島市立中広中学校）

## 相鄰電車站
廣島電鐵
■橫川線
別院前（Y3）－橫川一丁目（Y4）－横川（Y5）

## 注腳
1. ↑  . 廣島Navigator. 廣島觀光會議局.   [2016-09-27] （日语）.[]
2. 1 2 3 4 5 6 7  《広電が走る街 今昔》150-157頁
3. 1 2  今尾惠介（監修）. . 11 中国四国. 新潮社. 2009: 38. ISBN 978-4-10-790029-6.
4. 1 2 3 4 5  《広電が走る街 今昔》106-108頁
5. 1 2 3  川島令三. . 【図説】 日本の鉄道. 第7巻 広島エリア. 講談社. 2012: 13・83頁. ISBN 978-4-06-295157-9 （日语）.
6. ↑  川島令三.  中国篇 2. 草思社. 2009: 103・107頁. ISBN 978-4-7942-1711-0 （日语）.

## 外部連結
- 橫川一丁目 | 電車情報：電停指南 （页面存档备份，存于）（日語） - 廣島電鐵